# Şebnem Korur Fincancı
Rasime Şebnem Korur Fincancı (prononcé [ɾa:.si'mɛ ʃɛb.nɛm ko.ɾuɾ fin.d͡ʒɑn.'d͡ʒɯ], née le 21 mars 1956 à Istanbul) est une médecin, professeure d'université, journaliste et auteure turque. Elle est présidente de l'Union des médecins de Turquie depuis 2020.

## Biographie
Elle est la présidente de la Fondation pour les droits de l’homme de Turquie.
En juin 2016, elle est arrêtée en même temps qu'Ahmet Nesin, un journaliste et le représentant de RSF en Turquie, Erol Önderoğlu pour "propagande terroriste".